# Pterostylis erythroconcha
Pterostylis erythroconcha är en orkidéart som beskrevs av Mark Alwin Clements och David Lloyd Jones. Pterostylis erythroconcha ingår i släktet Pterostylis och familjen orkidéer.
Artens utbredningsområde är Sydaustralien. Inga underarter finns listade i Catalogue of Life.